# Live at the Fillmore East (Jefferson Airplane-album)
1998. április 28-án jelent meg a Jefferson Airplane Live at the Fillmore East című koncertalbuma. Az albumon az együttes 1968. május 4-én és 5-én, a New York-i Fillmore Eastben adott műsorának anyaga hallható. A dalok többsége eredetileg az együttes első három albumán (Jefferson Airplane Takes Off, Surrealistic Pillow, After Bathing at Baxter’s) jelent meg. Két dal, a Greasy Heart és a Star Track a koncert után néhány hónappal boltokba kerülő Crown of Creation című albumon kapott helyet. A koncert idején az együttes népszerűsége csúcsán volt, nyers, energikus hangzása pedig már csak kevéssé kötődött kezdeti folk-rockos stílusához.
A Live at the Fillmore East nem keverendő össze a 2007-ben megjelent Sweeping Up the Spotlight: Jefferson Airplane Live at the Fillmore East 1969 című albummal, ami az együttes 1969-es koncertjét tartalmazza.

## Az album dalai
1. Intro/The Ballad of You & Me & Pooneil (Paul Kantner) – 8:35
2. She Has Funny Cars (Marty Balin/Jorma Kaukonen) – 3:56
3. It’s No Secret (Marty Balin) – 3:41
4. Won’t You Try/Saturday Afternoon (Paul Kantner) – 5:07
5. Greasy Heart (Grace Slick) – 4:05
6. Star Track (Jorma Kaukonen) – 7:36
7. Wild Tyme (Paul Kantner) – 3:21
8. White Rabbit (Grace Slick) – 2:58
9. Thing (Jack Casady/Spencer Dryden/Paul Kantner/Jorma Kaukonen) – 11:28
10. Today (Marty Balin/Paul Kantner) – 3:39
11. The Other Side of This Life (Fred Neil) – 5:13
12. Fat Angel (Donovan) – 9:04
13. Watch Her Ride (Paul Kantner) – 3:12
14. Closing Comments – 0:46
15. Somebody to Love (Darby Slick/Grace Slick) – 3:21

## Közreműködők
- Grace Slick – ének, zongora
- Marty Balin – ének
- Paul Kantner – ritmusgitár, ének
- Jorma Kaukonen – szólógitár, ének
- Jack Casady – basszusgitár
- Spencer Dryden – dob, ütőhangszerek